# Hiryū
Hiryū (jap. 飛龍 Hiryū; pol. „Lecący Smok”) – japoński lotniskowiec z okresu II wojny światowej. Został zatopiony w bitwie pod Midway, 5 czerwca 1942.

## Historia

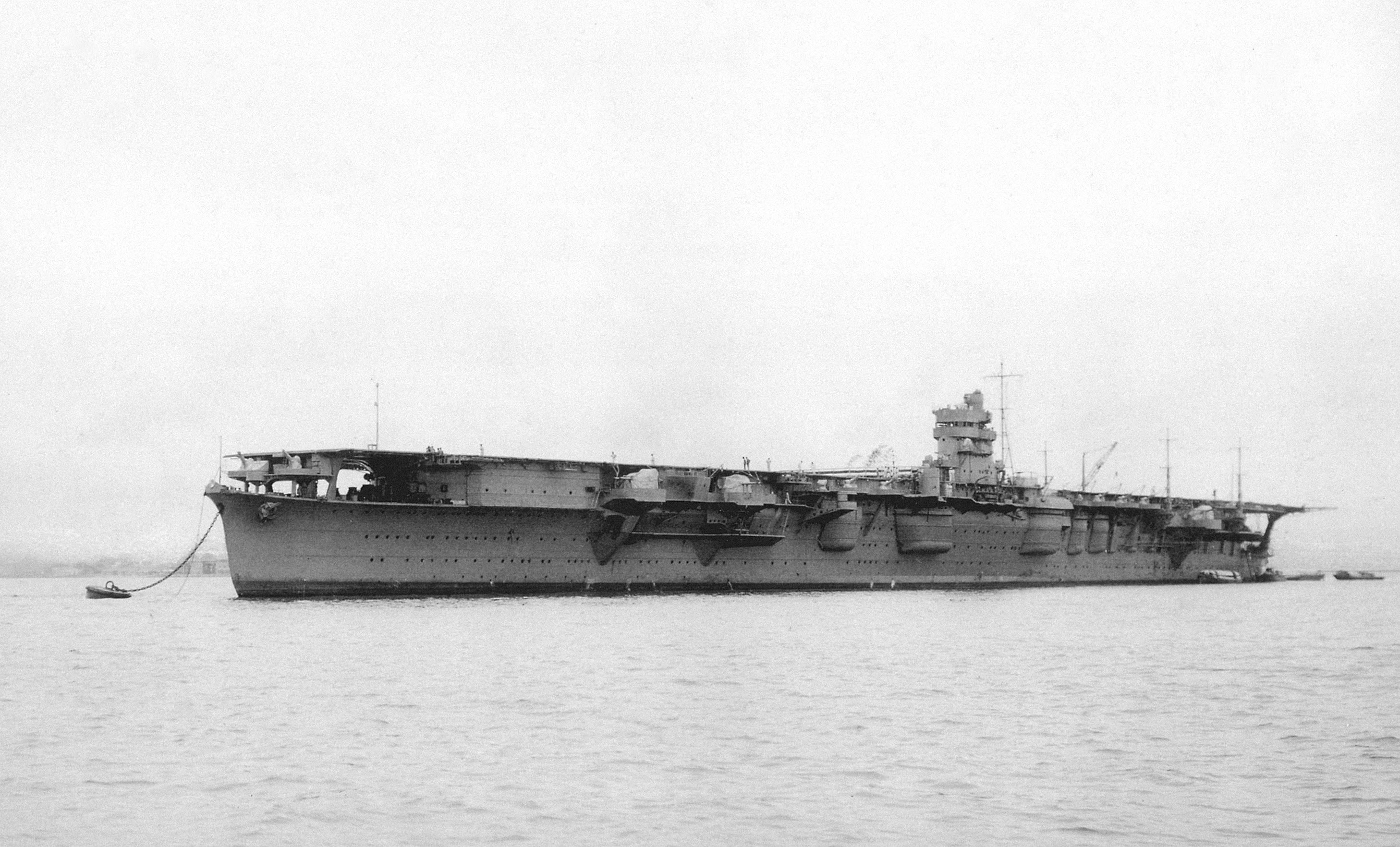
Hiryū na redzie w 1939 r.

Doświadczenia zdobyte podczas eksploatacji lotniskowca „Ryūjō” wykazały, że lotniskowiec aby był efektywną jednostką musi mieć wyporność co najmniej 15 900 ton.
Już na przełomie lat 1931/1932 Cesarska Marynarka Wojenna opracowała kolejny program rozwoju floty, który przewidywał m.in. budowę dwóch lotniskowców. Pierwszy z nich „Sōryū” wykorzystywał doświadczenia zdobyte podczas eksploatacji dotychczasowych lotniskowców i posiadał, według Japończyków, wszystkie cechy idealnego lotniskowca (Japończycy przywiązywali dużą wagę do prędkości i siły uderzeniowej okrętu, mniej uwagi skupiali na opancerzeniu jednostki). „Hiryū” bazował na projekcie „Sōryū”, lecz większy tonaż oraz doświadczenia zebrane w trakcie budowy poprzedniej jednostki, pozwoliły na dokonanie licznych zmian. Według niektórych specjalistów, „Hiryū” należałoby traktować jako jednostkę odrębnego typu.

## Opis budowy
Kształt obu lotniskowców był wzorowany na kadłubie ciężkiego krążownika. Opancerzenie chroniło okręt przed ogniem krążowników i niszczycieli, lecz było zupełnie nieodpowiednie w przypadku trafienia pokładu lotniczego bombą przeciwpancerną. Ochrona przeciwtorpedowa dawała także dużo do życzenia. Okręty nie były wyposażone w „bąble” przeciwtorpedowe. Pokład lotniczy był odeskowany i nieopancerzony. „Hiryū” miał dwa hangary mogące pomieścić 73 samoloty. Dla porównania brytyjskie lotniskowce typu „Illustrious” (23 000 ton) miały tylko jeden pokład hangarowy i mogły zabrać na pokład jedynie 33 samoloty. Miały one jednak nieporównywalny system opancerzenia. W trosce o szybkie przygotowanie maszyn do startu Japończycy wyposażyli swoje lotniskowce w trzy windy lotnicze. Odbiło się to ujemnie na powierzchni hangarowej. Główną zewnętrzną cechą odróżniającą „Hiryū” od „Sōryū” była lokalizacja nadbudówki.
„Hiryu” był jedynym lotniskowcem w historii, który od początku do końca swojego istnienia nosił wysepkę po lewej burcie pokładu startowego. Starszy i większy od niego „Akagi” otrzymał swoją wysepkę po lewej burcie pokładu startowego dopiero podczas ostatniej modernizacji.

## Służba bojowa

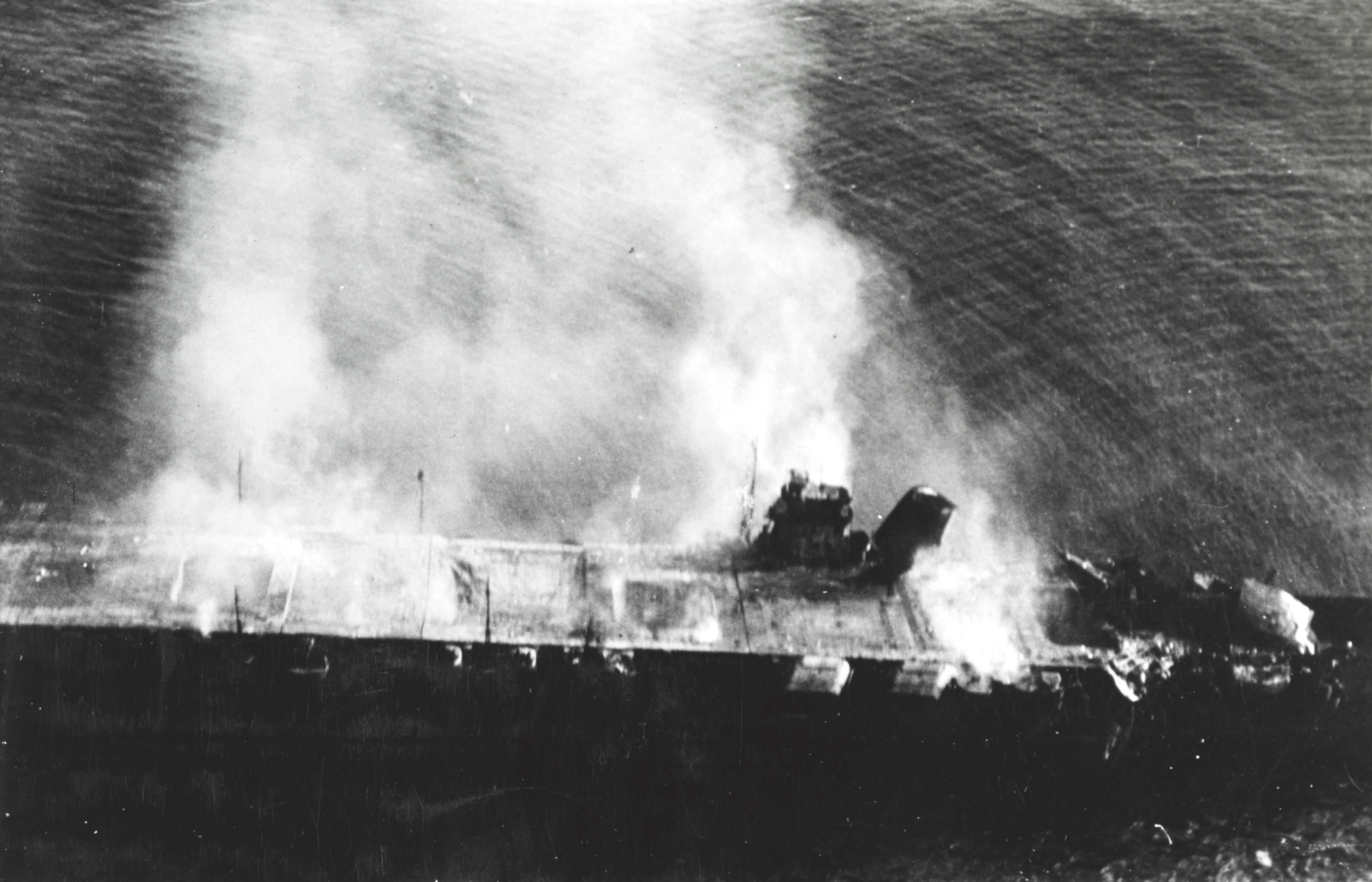
Hiryū płonie po ataku amerykańskich samolotów podczas bitwy o Midway 5 czerwca 1942 r. Ogromna dziura na przodzie pokładu startowego, wywołana została atakiem bombowca nurkującego SBD-3 Dauntless pilotowanego przez Normana Kleissa, którego bomby trafiły podczas tej bitwy pokłady lotniskowców „Kaga” i „Hiryū” oraz krążownika „Mikuma”.

Lotniskowiec „Hiryū” został wodowany w 1937 roku, wszedł do służby w 1939 roku. Od 15 listopada służył w 4 dywizjonie lotniskowców. Do momentu wybuchu wojny na Pacyfiku „Hiryū” uczestniczył w opanowaniu francuskich Indochin oraz działaniach na Morzu Południowochińskim. W kwietniu 1941 razem z „Sōryū” został włączony do 1 Floty Lotniczej, której pierwszym zadaniem bojowym był atak na Pearl Harbor, 7 grudnia 1941. W drodze powrotnej „Sōryū” i „Hiryū” wspierały japoński desant na wyspę Wake. 19 lutego 1942 oba bliźniaki uczestniczyły w nalocie na port Darwin w Australii. Rezultatem ich akcji było zatopienie kilku statków oraz zniszczenie licznych samolotów wroga. Kolejną akcją, w której uczestniczył „Hiryū” był rajd na Ocean Indyjski. 5 kwietnia 1942 samoloty z „Hiryū” zaatakowały port w Colombo. Zatopiono w nim niszczyciel HMS „Tenedos”, krążownik pomocniczy „Hector” oraz uszkodzono dwa statki. Oprócz tego zestrzelono ok. 30 brytyjskich samolotów. Po zakończeniu ataku japońskie samoloty zaatakowały i zatopiły dwa brytyjskie ciężkie krążowniki HMS „Dorsetshire” i HMS „Cornwall”. Samoloty z „Hiryū” zgłosiły aż 15 trafień bombami w cel. Cztery dni później „Hiryū” uczestniczył w ataku na Trincomalee. Po zakończonym nalocie, samoloty japońskie musiały startować ponownie. Tym razem celem był stary lotniskowiec HMS „Hermes”. Samoloty należące do „Sōryū” i „Akagi” zatopiły lotniskowiec, natomiast maszyny z „Hiryū” posłały na dno statek „Athelstone” i korwetę HMS „Hollyhock” (K64).

## Zatopienie „Hiryū”

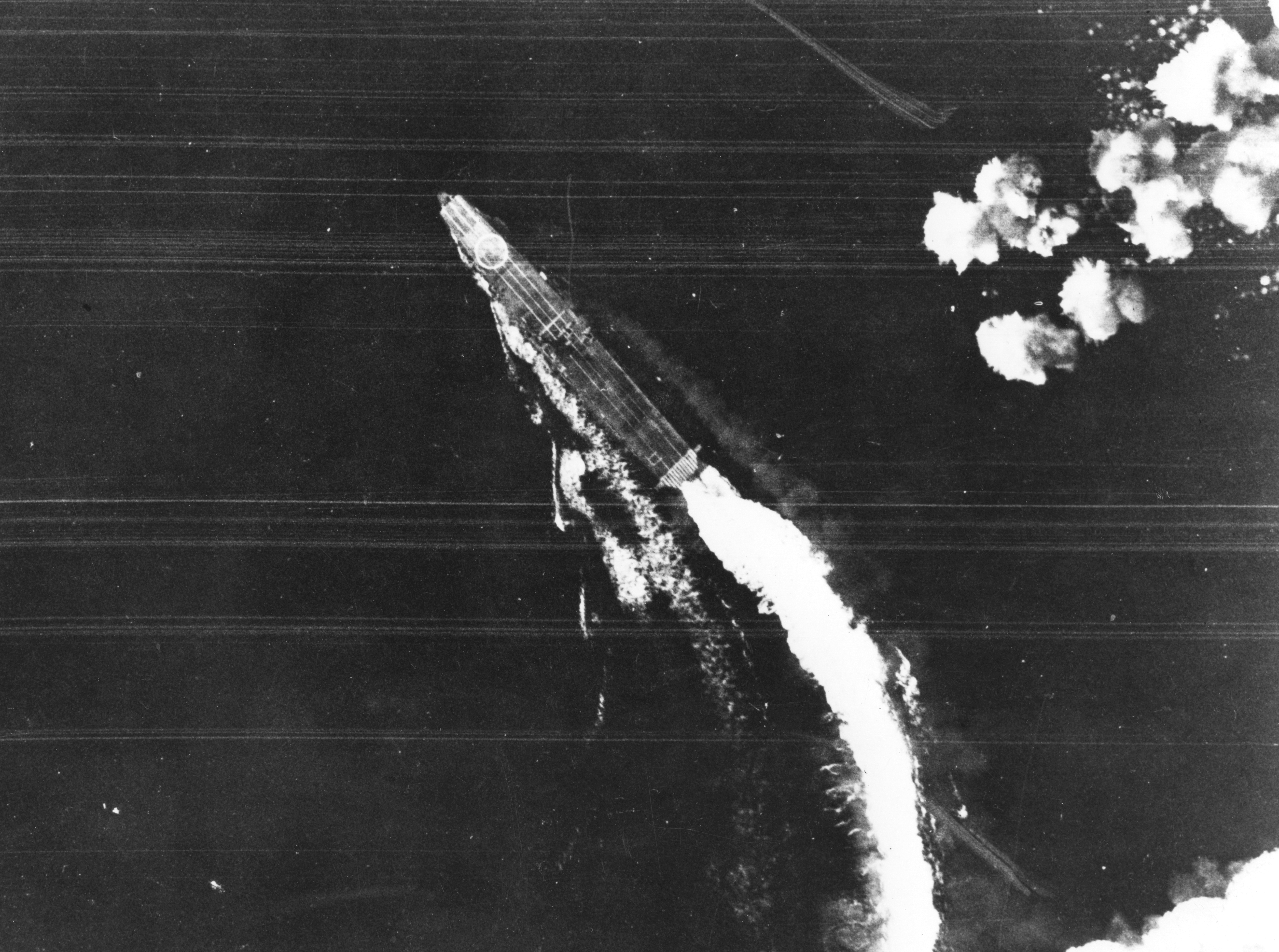
„Hiryū” manewruje pod bombami zrzucanymi z amerykańskich „Latających Fortec” B-17 z wyspy Midway. 4 czerwca 1942 r.

Ostatnią akcją „Hiryū” i jego bliźniaka „Sōryū” była bitwa pod Midway. 4 czerwca 1942 r. samoloty z „Hiryū” i „Sōryū” wraz z maszynami z „Akagi” dokonały nalotu na wyspę Midway, grupą lotniczą dowodził kpt. Joichi Tomonaga z lotniskowca „Hiryū”.
Po powrocie samolotów na lotniskowce, okręty zostały zaatakowane przez amerykańskie bombowce nurkujące. „Hiryū” przetrwał pierwszy atak, który unieszkodliwił trzy pozostałe japońskie lotniskowce: „Akagi”, „Kaga” i „Sōryū”. Dwa uderzenia odwetowe wykonane przez „Hiryū”, który wziął na siebie cały ciężar walk, doprowadziły do zatopienia amerykańskiego lotniskowca USS „Yorktown”. W trakcie przygotowań do wysłania kolejnej grupy samolotów, „Hiryū” został zbombardowany przez amerykańskie bombowce pokładowe Douglas SBD Dauntless. Lotniskowiec otrzymał cztery trafienia 454 kg bombami, które przypieczętowały jego los. Wybuchy bomb spowodowały gwałtowne pożary. Na okręcie eksplodowały bomby i torpedy zgromadzone na pokładach lotniczym i hangarowym. Nie działał system przeciwpożarowy. Okręt stał się pływającym wrakiem. Około godziny 18:00 „Hiryū” przeżył kolejny nalot. Grupa sześciu B-17 z wyspy Midway zrzuciła bomby. Jedna z nich trafiła w stanowisko dział przeciwlotniczych. Około północy „Hiryū” miał już przechył 15°. Okręt był niesterowny, a wszelkie próby dotarcia do maszynowni nie powiodły się. Dwie i pół godziny później dowódca okrętu kontradm. Tamon Yamaguchi wydał rozkaz ewakuacji. 5 czerwca 1942 około godziny 5.00 „Hiryū” dobity został torpedami przez japoński niszczyciel. Dopiero o godzinie 9:00 okręt zatonął, zabierając ze sobą 416 marynarzy i oficerów wraz z dowódcą – kontradm. Yamaguchim.